# هالفر
هالفر (بالألمانية: Halver) هي بلدة ألمانية تقع في ألمانيا في Märkischer Kreis.  يقدر عدد سكانها بـ 16,978 نسمة .

## المدن التوأمة
مدن Katrineholm، برديس حنا-كركور و Hautmont هي مدن توأمة لـهالفر.

## أعلام
- كورينا شوماخر